# Rinaldo degli Albizzi
Rinaldo degli Àlbizzi o Àlbizi (Firenze, 1370 – Ancona, 2 febbraio 1442) è stato un politico italiano del Quattrocento, figlio di Maso degli Albizzi.
(Umberto Dorini, I Medici e i loro tempi)

## Biografia
Dall'anno 1382 Firenze era dominata dalla cosiddetta Oligarchia, un gruppo di personaggi delle più eminenti famiglie: tra essi spiccavano Maso degli Albizzi e, in seguito, Palla Strozzi, quest'ultimo era l'uomo più ricco di Firenze secondo il catasto del 1427. Alla morte del padre Maso, Rinaldo ne ereditò il ruolo. 
In quegli anni la Repubblica fiorentina si stava difendendo dalle mire espansionistiche del ducato di Milano, ma stava anche espandendosi territorialmente, infatti nel 1406 era stata conquistata Pisa e quindi l'agognato sbocco al mare. Cessata la guerra contro il duca di Milano (1428), subito ne scoppiò un'altra contro Paolo Guinigi, signore di Lucca: questa guerra finì con danno e vergogna per Firenze scatenando pesanti malumori all'interno della società fiorentina. In questa guerra Rinaldo, che aveva condotto una campagna vittoriosa per riprendere Volterra, venne accusato di prevaricazione e di saccheggio da parte dei nemici, venendo costretto a dimettersi dalla carica di commissario dell'esercito. 
Nel frattempo i Medici (che con Giovanni di Bicci avevano mantenuto un ruolo maggiormente pacato nella lotta politica), con Cosimo de' Medici il vecchio e i suoi seguaci, iniziavano una politica più aggressiva verso la classe dirigente degli Albizzi e i loro alleati. Finché fu in vita Niccolò da Uzzano, Rinaldo venne tenuto a freno, ma alla morte dell'Uzzano si arrivò allo scontro. Quando nell'anno 1433 fu eletto Gonfaloniere di Giustizia Bernardo Guadagni, uomo ritenuto fedelissimo agli Oligarchi, Rinaldo lo indusse a votare prima per una riduzione della partecipazione politica delle Arti minori, svantaggiando così il popolo minuto, soprattutto legato ai Medici, poi lo indusse a far catturare Cosimo.
Non ebbe però il coraggio di vibrare il colpo di grazia contro l'avversario quando era alla sua mercé. Narra il Cavalcanti come Cosimo temesse fortemente per la propria vita e come riuscisse a corrompere il Guadagni con una somma di denaro. Così, invece della condanna a morte, Cosimo fu condannato all'esilio (1433).
Ci fu una forte sottovalutazione del pericolo da parte degli Oligarchi. Rinaldo avrebbe dovuto intervenire sulle tratte (cioè sulle estrazioni a sorte dei priori) per indirizzarle su gente fedele, ma ancora non osò (come invece faranno, e pesantemente, i Medici); così l'anno successivo (1434) fu estratta una Signoria completamente filo-medicea che richiamò Cosimo. Troppo tardi Rinaldo si rese conto che il potere gli stava sfuggendo dalle mani. Tentò in un ultimo disperato tentativo di mantenere il potere con le armi in pugno, ma vanamente.
Rinaldo venne allora esiliato a sua volta nel 1434 e i suoi beni familiari confiscati, con l'eccezione dei beni del fratello Luca, che appoggiò Cosimo e poté così restare a Firenze. 
Rinaldo morì ad Ancona nel 1442, dove si trovava dal 1440. 
Ha lasciato le Commissioni, una serie di relazioni sulle sue varie missioni politiche, importante esempio di prosa in stile diplomatico.

## Discendenza
Rinaldo sposò nel 1392 Alessandra de' Ricco ed ebbe da lei dodici figli, otto maschi e quattro femmine:
- Ormanno (1398-dopo 1457), ambasciatore e militare
- Maso (1400-1467), podestà
- Francesco (1402-1463), monaco
- Tobia (1403-?), religioso
- Silvestro (1407-?), monaco
- Giovanni (1412-1433)
- Margherita, sposò Gherardo Gambacorti
- Felice, monaco
- Susanna, sposò Bartolomeo Nelli
- Dragotto
- Nicoletta, sposò Giovanni degli Agli
- Selvaggia, sposò Francesco Mancini

## Nei media
Rinaldo degli Albizzi, interpretato da Lex Shaprnel, è un antagonista della prima stagione della serie televisiva I Medici. Nella serie, egli viene ucciso dagli uomini al servizio di Andrea de' Pazzi insieme al figlio Ormanno poco dopo il suo esilio da Firenze.
Sempre Rinaldo appare in Una dinastia al potere, il primo dei quattro romanzo dedicati ai Medici scritti dall'autore italiano Matteo Strukul nel 2016 e vincitore del Premio Bancarella l'anno successivo, nel 2017.